# Brother Firetribe
Brother Firetribe är ett hårdrock/AOR-band, startat år 2002 i Finland, av sångaren Pekka Ansio Heino(Leverage) och gitarristen Emppu Vuorinen (Nightwish). Aktuellt har bandet släppt Fem album: "False Metal/Break Out" (2006) I am rock" (2008) live at apolo (2010) Diamond in the Firepit (2014) och Sunbound (2017)  efter att ha släppt det första albumet blir bandet berömt både i och utanför Finland, och avslöjar att deras influenser kommer seciellt från Van Halen och hårdrocksbandet Journey.

## Medlemmar
- Pekka Ansio Heino - sång
- Emppu Vuorinen - gitarr
- Jason Flinck - bas
- Tomppa Nikulainen - keyboard
- Kalle Torniainen - trummor

## Diskografi
- False Metal/Break Out - 2006
- Heart Full of Fire - 2008
- Live at Apollo - 2010
- Diamond in the Firepit - 2014
- Sunbound - 2017

### Singlar
- One Single Breath - 2006
- I'm on Fire - 2006
- I Am Rock – 2007
- Runaways - 2008
- Heart Full Of Fire...And Then Some - 2008
- For Better or for Worse - 2014
- Taste of a Champion - 2016
- Indelible Heroes - 2017

## DVD
- Live at Apollo - 2010